# Ronnie Rees
Ronald Raymond Rees, detto Ronnie (Ystradgynlais, 4 aprile 1944 – Swansea, 29 ottobre 2023), è stato un calciatore gallese, di ruolo ala.

## Carriera

### Club
Rees crebbe nel settore giovanile del Coventry City e, dopo essersi affermato al suo interno, venne promosso in prima squadra nel maggio 1962. Il gallese trascorse sei stagioni ad Highfield Road, aiutando la propria squadra a raggiungere la promozione in Third Division fino a farla arrivare in First Division.
Il giocatore lasciò il Coventry City nel marzo del 1968 per unirsi al West Bromwich Albion per una cifra di £ 65.000. Rees trascorse una sola annata alla corte dei Baggies - dove totalizzò 40 presenze mettendo a referto 6 reti in campionato - prima di accasarsi al Nottingham Forest per una cifra di £ 60.000.
Date le sue buone prestazioni al Forest, l'allora tecnico dello Swansea City Roy Bentley decise di acquistarlo offrendo al club inglese una somma di £ 26.000. Rees trascorse tre annate con il club gallese totalizzando 89 presenze in campionato, finendo poi per concludere la propria carriera calcistica nel 1975 con la maglia dell'Haverfordwest County.

### Nazionale
Rees disputò in totale 39 gare ufficiali con la Nazionale gallese tra il 1965 ed il 1972.

## Dopo il ritiro
Dopo il suo ritiro dalle attività agonistiche, Rees trovò lavoro presso la Ford Motor Company con sede a Swansea. Tuttavia, fu costretto a lasciare il proprio posto di lavoro nel 1995 all'età di 51 anni per via di un grave ictus che gli tolse la capacità di poter camminare e parlare. Rees è deceduto il 29 ottobre 2023 all'età di 79 anni.

## Palmarès

### Club

#### Competizioni nazionali
- Second Division: 1

Coventry City: 1966-1967
- Third Division: 1

Coventry City: 1963-1964